# Marigny-lès-Reullée
Marigny-lès-Reullée ist eine französische Gemeinde mit 214 Einwohnern (Stand: 1. Januar 2022) im Département Côte-d’Or in der Region Bourgogne-Franche-Comté (vor 2016 Bourgogne); sie gehört zum Arrondissement Beaune und zum Kanton Ladoix-Serrigny.

## Geographie
Marigny-lès-Reullée liegt etwa 36 Kilometer südsüdwestlich von Dijon. An der südlichen Gemeindegrenze verläuft der Fluss Bouzaise. Umgeben wird Marigny-lès-Reullée von den Nachbargemeinden Villy-le-Moutier im Norden und Nordosten, Corberon im Osten, Corgengoux im Südosten, Meursanges im Süden sowie Ruffey-lès-Beaune im Westen und Nordwesten.

## Bevölkerung
| Jahr                       | 1962 | 1968 | 1975 | 1982 | 1990 | 1999 | 2006 | 2011 | 2019 |
| Einwohner                  | 150  | 134  | 101  | 144  | 168  | 171  | 187  | 196  | 220  |
| Quellen: Cassini und INSEE |      |      |      |      |      |      |      |      |      |

## Sehenswürdigkeiten

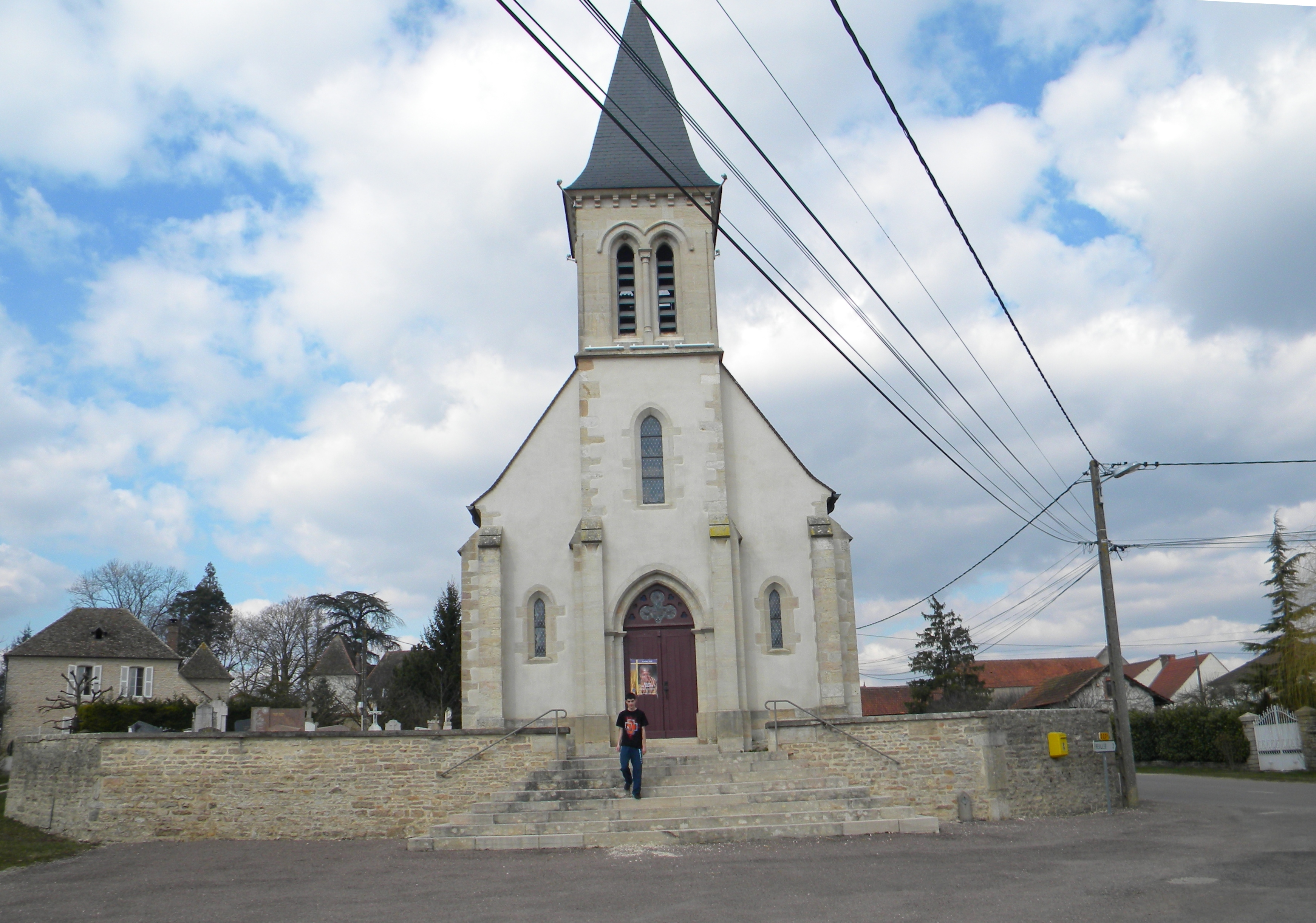
Kirche Saint-Luc

- Kirche Saint-Luc